# Hornedjitef
Hornedjitef   (segle III aC - valor desconegut) fou un sacerdot de l'antic Egipte del temple d'Amon de Karnak durant el regnat de Ptolemeu III (246-222 ae). Se'l coneix pels seus elaborats taüts, la màscara de la mòmia i la mòmia en si, que es remunten al primer període ptolemaic (al voltant del 220 ae), trobats a Asasif, Tebes, Egipte, que ara són al Museu Britànic.
Junt amb els taüts, el sarcòfag, la màscara de la mòmia i la mòmia, la tomba d'Hornedjitef contenia objectes com un Llibre dels Morts en papir i una figura pintada en fusta de Ptah-Sokar-Osiris.